# Mary Tyler Moore
Mary Tyler Moore (Brooklyn, Nueva York, 29 de diciembre de 1936-Greenwich, Connecticut, 25 de enero de 2017) fue una actriz y humorista estadounidense. Durante su carrera artística de más de cuarenta años, incursionó en cine, teatro y televisión, siendo este último medio en el que más se destacó. Es conocida por sus papeles televisivos como Laura Petrie en The Dick Van Dyke Show y Mary Richards en The Mary Tyler Moore Show. Asimismo filmó una docena de películas entre las cuales se destacan Thoroughly Modern Millie (1967), Change of Habit (1969) u Ordinary People (1980), y trabajó brevemente en Broadway. Varias veces galardonada por su desempeño actoral, entre sus múltiples premios se hallan el Globo de Oro y el Emmy.

## Biografía

### Infancia y comienzos profesionales
La mayor de tres hermanos, Moore nació en el barrio de Flatbush, en Brooklyn, Nueva York del matrimonio entre George Tyler Moore y Marjorie Hackett. Se trasladó a California a los ocho años de edad. En su juventud acudió a la escuela católica "Saint Rose of Lima" en Brooklyn, y a la escuela Notre Dame en Hollywood. A los 17 años, comenzó a actuar en el papel de Happy Hotpoint en los spots publicitarios dentro del programa The Adventures of Ozzie and Harriet. También apareció en algunas películas y programas de televisión como Intriga en Hawái, Bourbon Street Beat, 77 Sunset Strip y Steve Canyon.
Moore empezó su carrera artística como bailarina a finales de los años 50 apareciendo en comerciales televisivos. Sus primeros trabajos como actriz los obtuvo a principios de los años 60, cuando realizó pequeñas apariciones especiales en las series Johnny Staccato, Overland Trail y The Tab Hunter Show. También apareció en los largometrajes Intriga en Hawái y Lock Up, donde desempeñó pequeños papeles.

## Carrera

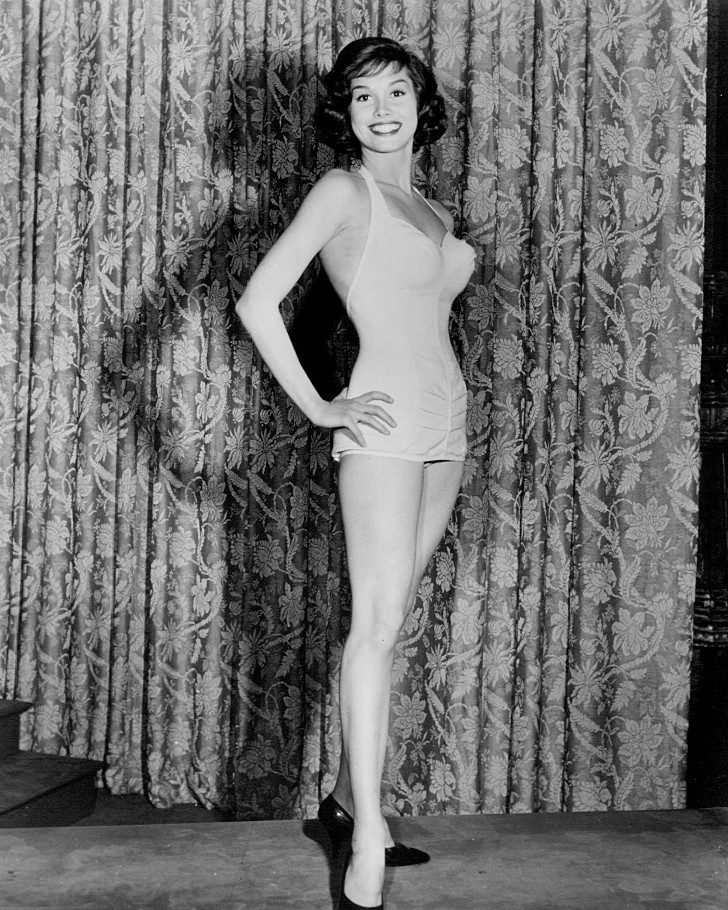
Moore en Johnny Staccato (1960)

### Televisión: Apariciones tempranas
La carrera televisiva de Moore comenzó con un trabajo como "Happy Hotpoint", un pequeño elfo que bailaba sobre electrodomésticos Hotpoint en comerciales de televisión durante la serie de los años 50s Ozzie and Harriet. Después de aparecer en 39 comerciales de Hotpoint en cinco días, recibió aproximadamente $ 6,000 dólares.  Quedó embarazada mientras aún trabajaba como "Happy", y Hotpoint canceló su trabajo cuando se volvió demasiado difícil ocultar su embarazo con el disfraz de elfo.  Moore modeló anónimamente las portadas de álbumes de discos y audición para el papel de la hija mayor de Danny Thomas para su programa de televisión de larga duración, pero fue rechazada.  Mucho más tarde, Thomas explicó que "la extrañaba por la nariz ... ninguna hija mía podría tener una nariz tan pequeña". 
El primer papel regular de Moore en televisión fue como una misteriosa y glamorosa recepcionista telefónica en Richard Diamond, detective privado. Se informa erróneamente que en el programa se escuchó su voz pero solo sus piernas aparecieron en la cámara, lo que se sumó a la mística del personaje.  Sus piernas aparecieron en el episodio tres de la tercera temporada, pero en otros episodios le dispararon hábilmente por encima de la cintura con el rostro al menos parcialmente oculto. Aproximadamente en esta época, actuó como estrella invitada en la serie de detectives de la NBC de John Cassavetes, Johnny Staccato y también en el estreno de la serie The Tab Hunter Show en septiembre de 1960 y el Episodio de Bachelor Father "Bentley and the Big Board" en diciembre de 1960. En 1961, Moore apareció en varios papeles importantes en películas y televisión, incluidos Bourbon Street Beat, 77 Sunset Strip, Surfside 6, Wanted: Dead or Alive, Steve Canyon, Ojo hawaiano, suspenso y encierro. También apareció en un episodio de febrero de 1962 de Straightaway.
Moore con Dick Van Dyke en 1964

### El show de Dick Van Dyke (1961-1966)
En 1961, Carl Reiner eligió a Moore para The Dick Van Dyke Show, una serie semanal basada en la propia vida y carrera de Reiner como escritor para el programa de variedades de televisión de Sid Caesar Your Show of Shows, y le dijo al elenco desde el principio que funcionaría por no más de cinco años. El programa fue producido por la compañía de Danny Thomas, y el propio Thomas la recomendó. Recordó a Moore como "la chica con tres nombres" a quien había rechazado antes.  Las enérgicas actuaciones cómicas de Moore como la esposa del personaje de Van Dyke, que comenzaron a los 24 años (11 años menor que Van Dyke), hicieron que tanto la actriz como sus característicos pantalones capri ajustados extremadamente popular, y se hizo conocida internacionalmente. Cuando ganó su primer premio Emmy por su interpretación de Laura Petrie,  dijo: "Sé que esto nunca volverá a suceder".  Cuando interpretó a Laura Petrie, Moore también solía usar el atuendo de moda de Jackie Kennedy, como pantalones capri, y resonaba con la "naturaleza agradable" de Camelot de la Administración Kennedy.

### El espectáculo de Mary Tyler Moore (1970-1977)
En 1970, después de haber aparecido antes en un especial musical fundamental de una hora llamado Dick Van Dyke and the Other Woman, Moore y su esposo Grant Tinker lanzaron con éxito una comedia de situación centrada en Moore para CBS. El show de Mary Tyler Moore era una comedia de situación de media hora en la que se presentaba a Ed Asner como su brusco jefe Lou Grant. El Show de Mary Tyler Moore se convirtió en un punto de contacto del Movimiento de Mujeres por su interpretación de una mujer trabajadora independiente, que desafió el papel tradicional de la mujer en el matrimonio y la familia.  El programa también marcó el primer gran éxito para el productor de cine y televisión.James L. Brooks, quien también trabajaría más para la compañía de producción de Moore y Tinker. 
El programa de Moore resultó tan popular que otros tres personajes regulares, Valerie Harper como Rhoda Morgenstern, Cloris Leachman como Phyllis Lindstrom y Ed Asner como Lou Grant también se convirtieron en su propia serie, y nuevamente presentaron a Brooks y su ex socio de producción Allan Burns como productores. La premisa de la vida de la mujer trabajadora soltera, alternando durante el programa entre el trabajo y el hogar, se convirtió en un elemento básico de la televisión.  Después de seis años de calificaciones en el top 20,  el programa cayó al número 39 durante la séptima temporada. Los productores pidieron que la serie se cancelara debido a la caída de las calificaciones, por temor a que el legado del programa se dañe si se renueva para otra temporada.  A pesar del descenso en los índices de audiencia, la temporada de 1977 obtendría su tercer premio Emmy consecutivo a la mejor comedia.  Durante sus siete temporadas, el programa ganó 29 premios Emmy en total (la propia Moore ganó tres veces como Mejor Actriz Principal en una comedia de situación). Ese récord se mantuvo intacto hasta 2002, cuando la comedia de situación de NBC Frasier ganó su trigésimo Emmy.

### Consagración

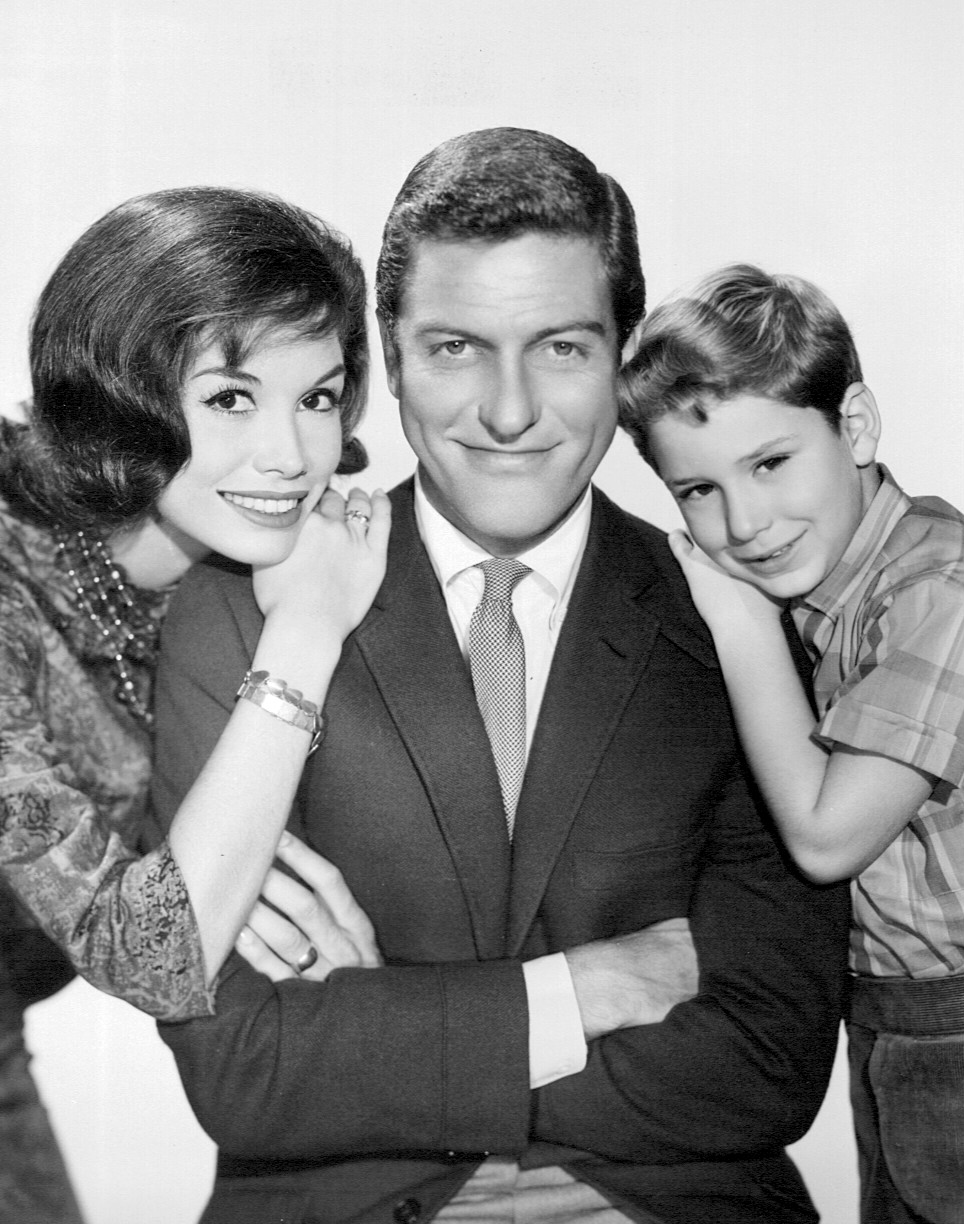
Moore junto a Dick Van Dyke y Larry Mathews en una imagen publicitaria de The Dick Van Dyke Show en 1963.

A pesar de que ya había actuado en ciclos como Richard Diamond, Private Detective en 1959; su consagración ocurrió recién en 1961. cuando fue contratada para interpretar a la ama de casa Laura Petrie en la comedia de televisión The Dick Van Dyke Show, donde compartió cartel con Dick Van Dyke, Rose Marie, Morey Amsterdam y Larry Mathews. El programa fue considerado como uno de los más importantes en la historia de la televisión estadounidense, llegando a obtener cuatro premios Emmy a la «mejor serie de comedia». En 1964 y 1965, Moore obtuvo un premio Emmy a la «mejor actriz de una serie de comedia». The Dick Van Dyke Show se transmitió por CBS hasta 1966 con gran aceptación por parte de la crítica y el público.
Con dirección de George Roy Hill, en 1967 se estrenó Thoroughly Modern Millie, uno de los filmes más importantes del año en donde Moore compartió créditos con Julie Andrews, Carol Channing y James Fox. Acompañó a Elvis Presley en Change of Habit, estrenada en 1969, donde interpretó a una monja. Con anterioridad, había actuado en What's So Bad About Feeling Good? (1968), componiendo a Liz bajo las órdenes de George Seaton.
Luego de actuar en el medio televisivo con Louis Jourdan, fue fichada en 1970 para protagonizar uno de sus programas más destacados: The Mary Tyler Moore Show (en España, La Chica de la Tele), considerado uno de los ciclos cómicos de TV estadounidenses más exitosos, donde fue secundada por Edward Asner, Valerie Harper, Gavin MacLeod, Ted Knight, Georgia Engel, Betty White y Cloris Leachman, hasta 1977; el programa fue galardonado en sus tres últimas temporadas con tres premios Emmy a la «mejor serie de comedia». Por su desempeño, Moore recibió múltiples premios, entre ellos cuatro premios Emmy y un Globo de Oro. 
Durante el tiempo en el que The Mary Tyler Moore Show estuvo en emisión, participó en algunos episodios de dos series derivadas de su propio programa: Rhoda (1974-1978), con Valerie Harper, y Phyllis (1976-1977), con Cloris Leachman. A finales de la década de 1970, Moore firmó un contrato con la cadena CBS para emitir un programa de variedades titulado Mary (1978), donde se la veía hacer números humorísticos con distintas celebridades invitadas, como Swoosie Kurtz, Dick Shawn, Michael Keaton, Merrill Markoe y David Letterman. El programa tuvo una baja audiencia, por lo que fue retirado de la programación tras la emisión de tres episodios. En 1979 intentó un segundo programa de variedades, titulado esta vez The Mary Tyler Moore Hour, emitido también en CBS, pero nuevamente fue retirado de la programación en su primera temporada.
En 1980, Moore obtuvo el papel principal del filme Ordinary People (Gente corriente), su primer trabajo en el cine desde 1969. Esta actuación le valió el premio Globo de Oro como "Mejor actriz de drama" y nominaciones a otros premios como los Óscar y los BAFTA. En ese mismo año participó en la obra teatral presentada en el distrito de Broadway, Whose Life Is It Anyway, con gran éxito de crítica y público.
A mediados de la década de 1980, la actriz volvió a la televisión con una comedia de situación, titulada Mary (1985-1986). El programa, emitido en la cadena CBS, tuvo una baja audiencia y recibió críticas negativas, por lo que fue retirada de la programación después de una temporada. 
En 1988 volvió a encontrar el éxito nuevamente en el teatro, esta vez al protagonizar Sweet Sue. Durante los años 80, Moore produjo las piezas teatrales Noises Off, The Octette Bridge Club, Joe Egg, Benefactors y Safe Sex.

### Vida personal

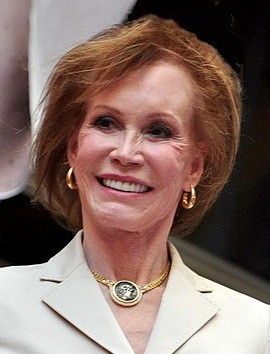
Moore en 2011

En 1955 contrajo matrimonio con Richard Carleton Meeker, al que Moore describía como "el chico de la puerta de al lado", y se quedó embarazada de su único hijo, Richard Jr., a las seis semanas. Meeker y Moore se divorciaron en 1961. Entre 1962 y 1981 estuvo casada con Grant Tinker, con el que creó en 1970 la productora de televisión MTM Enterprises, compañía que produjo series entre las que se encuentran "The Mary Tyler Moore Show", "Rhoda", "The Bob Newhart Show", "WKRP in Cincinnati" o "Hill Street Blues". En 1983 se casó con  el Dr. Robert Levine. 
Su hijo Richard murió el 14 de octubre de 1980, cuando, según algunas fuentes, se disparó accidentalmente, y según otras se encontraba jugando a la ruleta rusa junto a dos amigas (Judy Vásquez y Janet McLaughlin). Finalmente, las autoridades concretaron que había fallecido a causa de un accidente. Su hermana Elizabeth falleció en 1978 por una sobredosis, y su hermano John murió posteriormente debido a un cáncer. 
Además de su trabajo como actriz, Moore fue Presidenta de la Fundación para la Investigación de la Diabetes Juvenil. Desde este puesto, usó su fama para recaudar fondos y para alertar sobre la diabetes mellitus tipo 1, enfermedad que padecía, y que casi hace que pierda la vista y una pierna.
Moore era vegetariana y trabajó por los derechos de los animales durante muchos años.
A comienzos de mayo de 2002, Moore fue homenajeada por la ciudad de Mineápolis con la instalación de una estatua en una de las calles de la ciudad, representándola en el papel que la lanzó a la fama. Además, Mary Tyler Moore es referenciada en la canción "Buddy Holly" del grupo Weezer.
Moore vivía junto a su marido en un apartamento en el Upper East Side de Manhattan. Murió el 25 de enero de 2017.

## Filmografía
- Richard Diamond, Private Detective (TV) (1959)
- X-15 (1961)
- The Dick Van Dyke Show (TV) (1961-1966)
- Millie, una chica moderna (1967)
- Qué hermosa es la vida (1968)
- Don't Just Stand There! (1968)
- Change of Habit (1969)
- Run a Crooked Mile (TV) (1969)
- The Mary Tyler Moore Show (TV) (1970-1977)
- Gente corriente (1980)
- Six Weeks (1982)
- Entre amigas (1986)
- Niños robados (TV) (1993)
- Flirteando con el desastre (1996)
- Keys to Tulsa (1997)
- Labor Pains (2000)
- Maldad encubierta (TV) (2001)
- Una banda de tramposos (2002)
- The Dick Van Dyke Show Revisited (TV) (2004)
- That 70's Show (TV) (2006)
- Lipstick Jungle (TV) (2008; 2 episodios)
- A contracorriente (2009)
- Hot in Cleveland (TV) (2011-2013; 2 episodios)

## Premios y distinciones
Premios Óscar
| Año  | Categoría    | Película        | Resultado |
| ---- | ------------ | --------------- | --------- |
| 1981 | Mejor actriz | Ordinary People | Nominada  |

Premios BAFTA
| Año  | Categoría    | Película        | Resultado |
| ---- | ------------ | --------------- | --------- |
| 1982 | Mejor actriz | Ordinary People | Nominada  |

Premios Globo de Oro
| Año  | Categoría                       | Película                  | Resultado |
| ---- | ------------------------------- | ------------------------- | --------- |
| 1965 | Mejor actriz de televisión      | The Dick Van Dyke Show    | Ganadora  |
| 1971 | Mejor actriz - Serie de Comedia | The Mary Tyler Moore Show | Ganadora  |
| 1972 | Mejor actriz - Serie de Comedia | The Mary Tyler Moore Show | Nominada  |
| 1973 | Mejor actriz - Serie de Comedia | The Mary Tyler Moore Show | Nominada  |
| 1974 | Mejor actriz - Serie de Comedia | The Mary Tyler Moore Show | Nominada  |
| 1975 | Mejor actriz - Serie de Comedia | The Mary Tyler Moore Show | Nominada  |
| 1976 | Mejor actriz - Serie de Comedia | The Mary Tyler Moore Show | Nominada  |
| 1977 | Mejor actriz - Serie de Comedia | The Mary Tyler Moore Show | Nominada  |
| 1981 | Mejor actriz - Drama            | Ordinary People           | Ganadora  |

Premios del Sindicato de Actores
| Año  | Categoría                                | Película | Resultado |
| ---- | ---------------------------------------- | -------- | --------- |
| 2012 | Premio de Honor del Sindicato de Actores | —        | Ganadora  |

Premios Primetime Emmy
| Año  | Categoría                                       | Trabajo                   | Resultado |
| ---- | ----------------------------------------------- | ------------------------- | --------- |
| 1963 | Mejor actriz en una serie                       | The Dick Van Dyke Show    | Nominada  |
| 1964 | Mejor actriz en una serie                       | The Dick Van Dyke Show    | Ganadora  |
| 1966 | Mejor actriz - Serie de comedia                 | The Dick Van Dyke Show    | Ganadora  |
| 1971 | Mejor actriz - Serie de comedia                 | The Mary Tyler Moore Show | Nominada  |
| 1972 | Mejor actriz - Serie de comedia                 | The Mary Tyler Moore Show | Nominada  |
| 1973 | Mejor actriz - Serie de comedia                 | The Mary Tyler Moore Show | Ganadora  |
| 1974 | Mejor actriz - Serie de comedia                 | The Mary Tyler Moore Show | Ganadora  |
| 1974 | Actriz del año                                  | The Mary Tyler Moore Show | Ganadora  |
| 1975 | Mejor actriz - Serie de comedia                 | The Mary Tyler Moore Show | Nominada  |
| 1976 | Mejor actriz - Serie de comedia                 | The Mary Tyler Moore Show | Ganadora  |
| 1977 | Mejor actriz - Serie de comedia                 | The Mary Tyler Moore Show | Nominada  |
| 1979 | Mejor actriz - Miniserie o telefilme            | First, You Cry            | Nominada  |
| 1985 | Mejor actriz - Miniserie o telefilme            | Heartsounds               | Nominada  |
| 1988 | Mejor actriz - Miniserie o telefilme            | Lincoln                   | Nominada  |
| 1993 | Mejor actriz de reparto - Miniserie o telefilme | Stolen Babies             | Ganadora  |

Premios Tony
| Año  | Categoría            | Trabajo                  | Resultado |
| ---- | -------------------- | ------------------------ | --------- |
| 1980 | Premio Tony Especial | Whose Life Is It Anyway? | Ganadora  |